# Pueblo (Spiel)
Pueblo ist ein taktisches Brettspiel von Michael Kiesling und Wolfgang Kramer, erschienen 2002 bei Ravensburger. Das Spiel wurde 2002 mit dem österreichischen Spielepreis „Spiel der Spiele“ ausgezeichnet.

## Spielidee und Ablauf

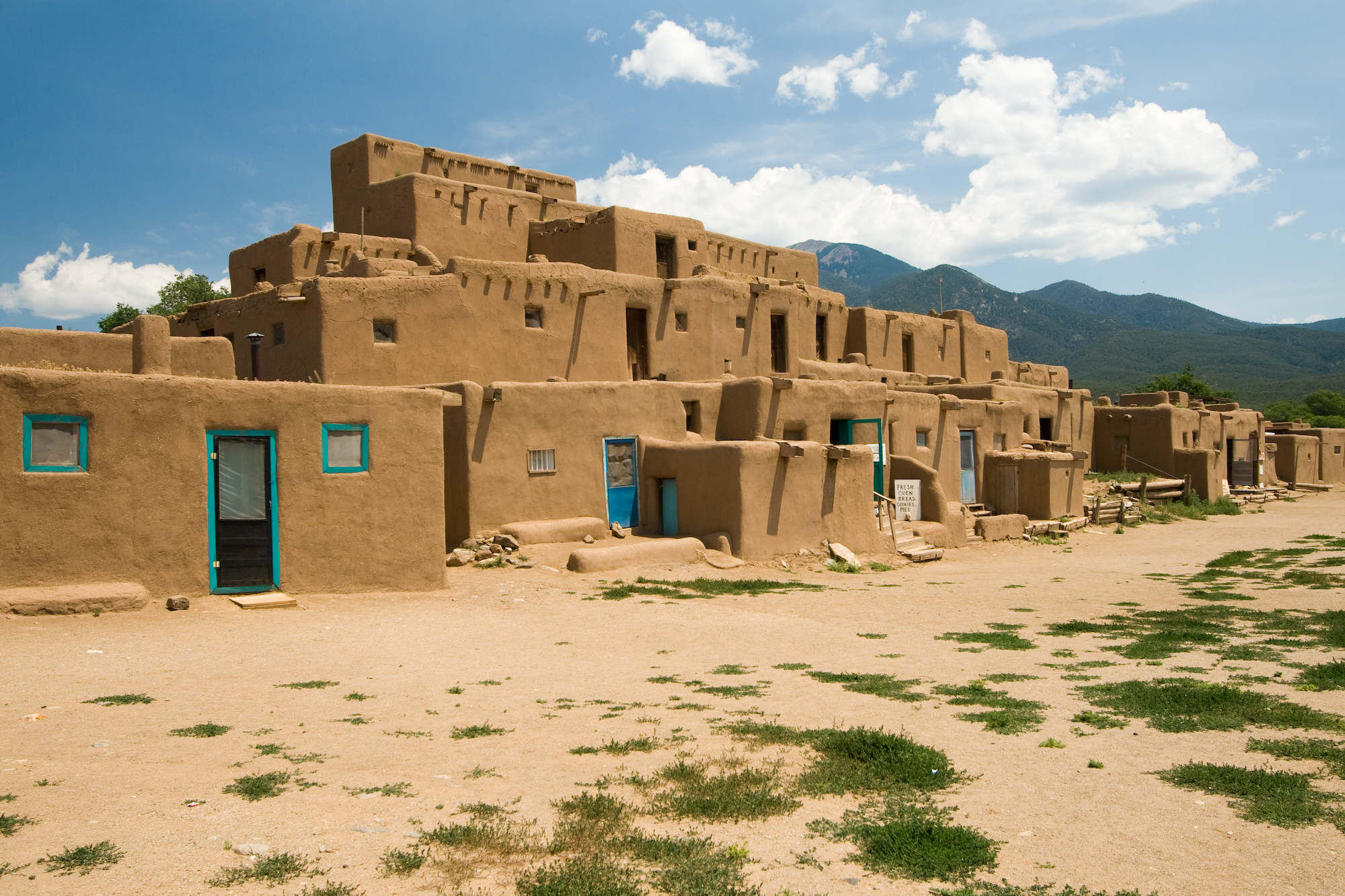
Das Taos Pueblo im Taos County, New Mexico.

Form der im Spiel verwendeten Bausteine

Ein Pueblo (span.: „Dorf“) ist eine vor allem in New Mexico und Colorado verbreitete Siedlungsform. Die Wohnkomplexe bestehen typischerweise aus zahlreichen quaderförmigen Wohneinheiten, die neben- und auch übereinander gebaut sind.
Die Spieler übernehmen die Rolle von Baumeistern, die im Auftrag ihres Häuptlings ein solches Pueblo errichten sollen. Hierfür stehen ihnen sowohl ihre eigenen als auch neutrale Bausteine zur Verfügung. Der Häuptling überwacht allerdings den Bau stichprobenartig und bestraft jene Baumeister, die ihre eigenen Steine sichtbar verbaut haben. Es gewinnt, wer bei Spielende die wenigsten Strafpunkte gesammelt hat.
Das Spielmaterial umfasst:
- 27 Bausteine in Spielerfarben
- 16 Bausteine in neutralem Beige
- Häuptling-Figur
- 4 Zählsteine in Spielerfarben
- Spielplan und Punktezählleiste
- 4 Zugreihenfolgekarten (nur Profivariante, siehe unten)
- 4 Kultstätten (nur Profivariante)

Der Spielplan zeigt die in 8×8 Felder unterteilte Baufläche, auf der das Pueblo errichtet werden soll. Um die Baustelle herum führt ein Weg, von dem aus der Häuptling die Arbeiten begutachtet. Je nach Spielerzahl erhalten die Spieler 5–8 eigene sowie 4–7 neutrale Bausteine.
Gespielt wird reihum. Ist ein Spieler am Zug, platziert er zunächst einen Baustein aus seinem Vorrat passend auf dem Spielplan. Anschließend setzt er die Häuptling-Figur wahlweise um ein, zwei, drei oder vier Felder weiter (es wird hierbei nicht gewürfelt). Die so bestimmte Reihe wird nun ausgewertet: Für jede farbige Fläche, die der Häuptling in seiner Reihe „sehen“ kann, erhält der entsprechende Spieler jeweils einen Strafpunkt pro Ebene – eine Fläche auf der zweiten Ebene bringt beispielsweise zwei Strafpunkte. Steht der Häuptling auf einem Eckfeld, wird stattdessen das Viertel des Baugebiets „von oben gesehen“ bewertet. Die Strafpunkte werden auf einer separaten „Kramerleiste“ (Punktezählleiste) abgetragen; deren Benennung geht auf einen der beiden Autoren des Spiels, Wolfgang Kramer, zurück.
Das Spiel endet, wenn alle Bausteine verbaut wurden und das Pueblo somit fertiggestellt ist. Es gewinnt, wer die wenigsten Strafpunkte angesammelt hat.

### Varianten
Neben den Regeln für das normale Spiel enthält die Anleitung noch zwei Spielvarianten:
Der Abbau kann als ergänzende Spielphase direkt im Anschluss an eine normale Partie oder ein Profispiel gespielt werden. Hierbei wird das zuvor errichtete Pueblo wieder abgebaut, indem die Spieler reihum jeweils einen neutralen oder eigenen Baustein zurücknehmen. Die Bewegung und Wertung des Häuptlings erfolgt wie im regulären Spiel.
In der Profivariante werden auf dem Spielplan vor Spielbeginn einige L-förmige Kultstätten platziert, die nicht überbaut werden dürfen. Der Aufbau des Pueblos ist ferner in zwei Phasen unterteilt, wobei für jede Phase die Zugreihenfolge der Spieler per Versteigerungsmechanismus festgelegt wird. Im Anschluss an das Profispiel kann ebenfalls die Abbauvariante gespielt werden.

## Kritiken
2002 wurde Pueblo mit dem österreichischen Spielepreis „Spiel der Spiele“ ausgezeichnet. In der Begründung heißt es:

„„Pueblo“ bietet eine wirklich innovative Spielidee, ist stimmungsvoll gestaltet und liegt in seiner Komplexität exakt an jenem Schnittpunkt, wo Gelegenheits- und Vielspieler gleichermaßen begeistert sind.“

Beim Deutschen Spiele Preis 2002 erreichte Pueblo den achten Platz. Im selben Jahr war das Spiel auch für den „Niederländischen Spielepreis“ und den „Japan Boardgame Prize“ nominiert. Im darauffolgenden Jahr stand Pueblo auf der Nominierungsliste für den „International Gamers Award“ in der Kategorie „General Strategy: Multiplayer“.
Die Kritiken fielen durchweg positiv bis sehr positiv aus: Die Rezensenten beschrieben Pueblo als ein interessantes und anspruchsvolles Taktikspiel, das mit nur wenigen Regeln auskommt und dabei einen hohen Spielreiz biete. Allerdings erfordere das richtige Platzieren der ungewöhnlich geformten Steine vor allem im späteren Spiel etwas Übung und räumliches Vorstellungsvermögen. Das Spielmaterial sei hochwertig, jedoch hätten sich einzelne Rezensenten Steine aus Holz statt aus Kunststoff gewünscht.

## Hintergrund
Dem Spielbericht bei spieletest.at zufolge sollte das Spiel ursprünglich unter dem Titel Kasbah erscheinen und thematisch im arabischen Raum angesiedelt sein.
2006 wurde Pueblo in Form einer Erweiterung für das Brettspielsystem brettform 640 des koreanischen Herstellers Brettform Co. „neuaufgelegt“.